# VesselSat-2
VesselSat-2, conhecido também por Orbcomm FM43 e V2, é um satélite miniaturizado luxemburguês construído e também de propriedade da LuxSpace, que é operado pela Orbcomm em regime de locação. Ele carrega um receptor para sistema de identificação automático de sinais, usados para controlar navios no mar. O VesselSat-2 é o segundo de dois satélite VesselSat, que foram construídas pela LuxSpace para a Orbcomm, como substitutos para os recursos da AIS no Orbcomm-QL.
O VesselSat-2 foi lançado como carga secundária em um foguete Longa Marcha 4B que transportava o Ziyuan 3 01. O lançamento ocorreu às 03:17 UTC do dia 9 de janeiro de 2012, do complexo de lançamento 9 no Centro de Lançamento de Taiyuan, e foi o primeiro lançamento orbital do ano.